# Nova Hreblea, Jașkiv
Nova Hreblea (în ucraineană Нова Гребля) este o comună în raionul Jașkiv, regiunea Cerkasî, Ucraina, formată numai din satul de reședință.

## Demografie
Componența lingvistică a comunei Nova Hreblea
     Ucraineană (98,31%)
     Rusă (1,56%)
Conform recensământului din 2001, majoritatea populației comunei Nova Hreblea era vorbitoare de ucraineană (98,31%), existând în minoritate și vorbitori de rusă (1,56%).